# Dimoxystrobin
Dimoxystrobin ist eine chemische Verbindung und gehört zu den Strobilurin-Fungiziden, die in der Landwirtschaft eingesetzt werden.

## Eigenschaften
Dimoxystrobin ist ein brennbarer weißer Feststoff, welcher praktisch unlöslich in Wasser ist.

## Verwendung
Dimoxystrobin wird als Wirkstoff in Pflanzenschutzmitteln verwendet. Es wird als Fungizid vor allem im Weizen- und Rapsanbau verwendet. Es wird über das Blatt aufgenommen und zeigt vorwiegend eine lokalsystemische und translaminare Aktivität. In geringen Mengen wird der Wirkstoff mit dem Saftstrom in der Pflanze verlagert.

## Zulassung
In der Europäischen Union, darunter auch in Deutschland und in Österreich war Dimoxystrobin in Pflanzenschutzmitteln enthalten, die beim Anbau von Raps, Weizen und Triticale zugelassen waren. Die Zulassung wurde auf EU-Ebene Ende Juli 2023 widerrufen. In der Schweiz besteht keine Zulassung.